# رادامل فالکائو
رادامل فالکائو گارسیا زاراته (اسپانیایی: Radamel Falcao García Zárate‎؛ زادهٔ ۱۰ فوریه ۱۹۸۶ در سانتا مارتا) بازیکن ملی‌پوش فوتبال اهل کلمبیا می‌باشد که هم‌اکنون در تیم میلوناریوس بازی می‌کند.
او سابقهٔ حضور در تیم‌های لنسروس بویاکا، ریور پلاته، پورتو، اتلتیکو مادرید، موناکو، منچستر یونایتد، گالاتاسرای و چلسی را نیز دارد. القاب این بازیکن ال تایگر (ببر) و پادشاه لیگ اروپا می‌باشد.
فالکائو در دو دورهٔ متوالی از مسابقات لیگ اروپا در دو تیم پورتو و اتلتیکو مادرید به مقام آقای گلی و قهرمانی نیز دست یافت که در فینال هم گلزنی کرده‌است. او از عناصر مهم قهرمانی تیم‌هایش در این مسابقات بوده‌است.
پپ گواردیولا مربی سابق تیم فوتبال بارسلونا وی را ستایش کرده‌است و او را یکی از با استعدادترین بازیکنان فوتبال در جهان می‌داند. مربیانی مانند فابیو کاپلو وی را در کنار لیونل مسی و کریستیانو رونالدو قرار داده‌است و او را جزو بهترین مهاجمان فوتبال در جهان می‌داند. خوآن کارلوس اول، پادشاه سابق اسپانیا، به طرز شگفت‌انگیزی استعداد فالکائو را مورد ستایش قرار داده‌است.

## تیم ملی کلمبیا
فالکائو رکورددار بیشترین گلزنی در تیم ملی فوتبال کلمبیا می‌باشد. او برای تیم ملی کلمبیا ۷۱ بار به میدان رفته‌است و ۲۹ گل ملی در کارنامهٔ خود نیز دارد. وی اولین گل ملی خود را در تاریخ ۳ ژوئن ۲۰۰۷ و در مقابل تیم ملی مونته‌نگرو به ثمر رساند.

## آمار بازی‌های ملی
| تیم ملی | سال   | تعداد بازی‌ها | گل‌ها |
| ------- | ----- | ------------ | ---- |
| کلمبیا  | ۲۰۰۷  | ۸            | ۲    |
| کلمبیا  | ۲۰۰۸  | ۵            | ۱    |
| کلمبیا  | ۲۰۰۹  | ۹            | ۲    |
| کلمبیا  | ۲۰۱۰  | ۴            | ۱    |
| کلمبیا  | ۲۰۱۱  | ۹            | ۴    |
| کلمبیا  | ۲۰۱۲  | ۷            | ۵    |
| کلمبیا  | ۲۰۱۳  | ۹            | ۵    |
| کلمبیا  | ۲۰۱۴  | ۳            | ۱    |
| کلمبیا  | ۲۰۱۵  | ۷            | ۴    |
| مجموع   | مجموع | ۶۱           | ۲۵   |

## گل‌های ملی
| #  | تاریخ           | مکان     | حریف       | گل    | نتیجه | مسابقات                |
| -- | --------------- | -------- | ---------- | ----- | ----- | ---------------------- |
| ۱  | ۳ ژوئن ۲۰۰۷     | ژاپن     | مونته‌نگرو  | ۱ – ۰ | ۱–۰   | بازی دوستانه           |
| ۲  | ۸ سپتامبر ۲۰۰۷  | پرو      | پرو        | ۱ – ۱ | ۲–۲   | بازی دوستانه           |
| ۳  | ۱۹ نوامبر ۲۰۰۸  | کلمبیا   | نیجریه     | ۱ – ۰ | ۱–۰   | بازی دوستانه           |
| ۴  | ۱۰ ژوئن ۲۰۰۹    | کلمبیا   | پرو        | ۱ – ۰ | ۱–۰   | مقدماتی جام جهانی ۲۰۱۰ |
| ۵  | ۱۲ اوت ۲۰۰۹     | آمریکا   | ونزوئلا    | ۱ – ۱ | ۱–۲   | بازی دوستانه           |
| ۶  | ۸ ژوئیه ۲۰۱۰    | آمریکا   | اکوادور    | ۱ – ۰ | ۲–۰   | بازی دوستانه           |
| ۷  | ۲۶ مارس ۲۰۱۱    | اسپانیا  | اکوادور    | ۲ – ۰ | ۲–۰   | بازی دوستانه           |
| ۸  | ۱۰ ژوئیه ۲۰۱۱   | آرژانتین | بولیوی     | ۱ – ۰ | ۲–۰   | کوپا آمریکا ۲۰۱۱       |
| ۹  | ۱۰ ژوئیه ۲۰۱۱   | آرژانتین | بولیوی     | ۲ – ۰ | ۲–۰   | کوپا آمریکا ۲۰۱۱       |
| ۱۰ | ۱۱ اکتبر ۲۰۱۱   | بولیوی   | بولیوی     | ۲ – ۱ | ۲–۱   | مقدماتی جام جهانی ۲۰۱۴ |
| ۱۱ | ۲۹ فوریه ۲۰۱۲   | آمریکا   | مکزیک      | ۱ – ۰ | ۲–۰   | بازی دوستانه           |
| ۱۲ | ۷ سپتامبر ۲۰۱۲  | کلمبیا   | اروگوئه    | ۱ – ۰ | ۴–۰   | مقدماتی جام جهانی ۲۰۱۴ |
| ۱۳ | ۱۱ سپتامبر ۲۰۱۲ | شیلی     | شیلی       | ۲ – ۱ | ۳–۱   | مقدماتی جام جهانی ۲۰۱۴ |
| ۱۴ | ۱۲ اکتبر ۲۰۱۲   | کلمبیا   | پاراگوئه   | ۱ – ۰ | ۲–۰   | مقدماتی جام جهانی ۲۰۱۴ |
| ۱۵ | ۱۲ اکتبر ۲۰۱۲   | کلمبیا   | پاراگوئه   | ۲ – ۰ | ۲–۰   | مقدماتی جام جهانی ۲۰۱۴ |
| ۱۶ | ۲۲ مارس ۲۰۱۳    | کلمبیا   | بولیوی     | ۴ – ۰ | ۵–۰   | مقدماتی جام جهانی ۲۰۱۴ |
| ۱۷ | ۱۱ ژوئن ۲۰۱۳    | کلمبیا   | پرو        | ۱ – ۰ | ۲–۰   | مقدماتی جام جهانی ۲۰۱۴ |
| ۱۸ | ۱۱ اکتبر ۲۰۱۳   | کلمبیا   | شیلی       | ۲ – ۳ | ۳–۳   | مقدماتی جام جهانی ۲۰۱۴ |
| ۱۹ | ۱۱ اکتبر ۲۰۱۳   | کلمبیا   | شیلی       | ۳ – ۳ | ۳–۳   | مقدماتی جام جهانی ۲۰۱۴ |
| ۲۰ | ۱۴ نوامبر ۲۰۱۳  | بلژیک    | بلژیک      | ۱ – ۰ | ۲–۰   | بازی دوستانه           |
| ۲۱ | ۱۰ اکتبر ۲۰۱۴   | آمریکا   | السالوادور | ۱ – ۰ | ۳–۰   | بازی دوستانه           |
| ۲۲ | ۲۶ مارس ۲۰۱۵    | بحرین    | بحرین      | ۲ – ۰ | ۶–۰   | بازی دوستانه           |
| ۲۳ | ۲۶ مارس ۲۰۱۵    | بحرین    | بحرین      | ۳ – ۰ | ۶–۰   | بازی دوستانه           |
| ۲۴ | ۳۰ مارس ۲۰۱۵    | امارات   | کویت       | ۳ – ۱ | ۳–۱   | بازی دوستانه           |
| ۲۵ | ۶ ژوئن ۲۰۱۵     | آرژانتین | کاستاریکا  | ۱ – ۰ | ۱–۰   | بازی دوستانه           |

## افتخارات

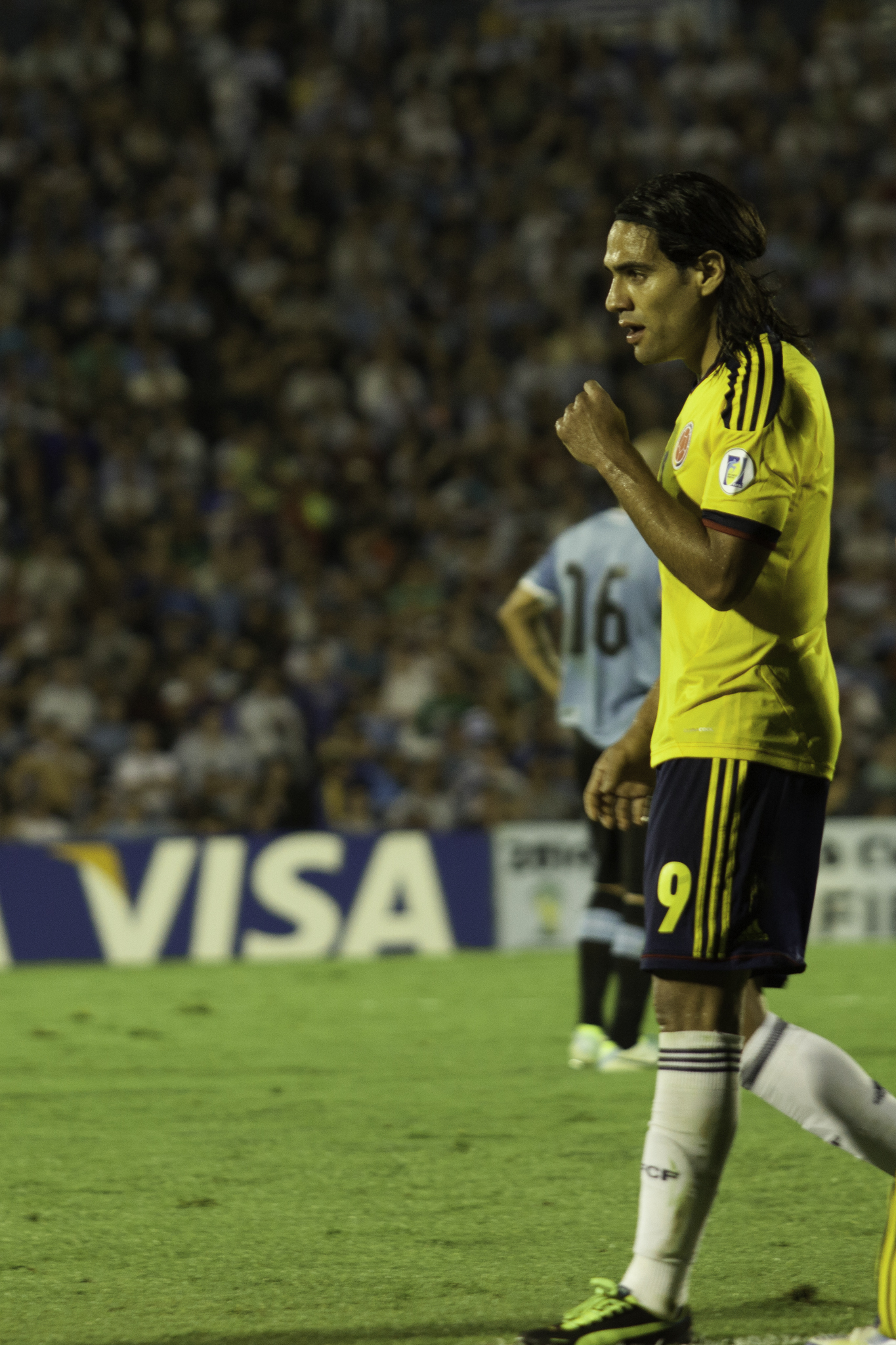
فالکائو در بازی کلمبیا مقابل اروگوئه

### باشگاهی
ریور پلاته
- دسته برتر آرژانتین (۱): ۲۰۰۸

 پورتو
- لیگ برتر پرتغال (۱): ۱۱–۲۰۱۰
- جام حذفی پرتغال (۲): ۱۰–٬۲۰۰۹ ۱۱–۲۰۱۰
- سوپر جام پرتغال (۲): ٬۲۰۱۰ ۲۰۱۱
- لیگ اروپا (۱): ۱۱–۲۰۱۰

 اتلتیکو مادرید
- لیگ اروپا (۱): ۱۲–۲۰۱۱
- سوپرجام اروپا (۱): ۲۰۱۲
- کوپا دل ری (۱): ۱۳–۲۰۱۲

 موناکو
- لیگ ۱ (۱): ۱۷–۲۰۱۶

### ملی
کلمبیا
- قهرمانی جوانان آمریکای جنوبی (۱): ۲۰۰۵

### فردی
- گلزن برتر جام حذفی پرتغال: ۱۰–۲۰۰۹
- توپ طلای پرتغال: ۱۱–۲۰۱۰
- گلزن برتر لیگ اروپا (۲): ۱۱–۲۰۱۰ ٬۱ ۱۲–۲۰۱۱
- بهترین بازیکن فینال لیگ اروپا (۲): ٬۲۰۱۱ ۲۰۱۲
- بهترین بازیکن مسابقه سوپرجام اروپا: ۲۰۱۲
- جوایز فوتبال گلوب "بهترین بازیکن فوتبال جهان": ۲۰۱۲
- ثبت رکورد ۱۷ گل زده در رقابت‌های اروپایی